# Flying Witch
Flying Witch (ふらいんぐうぃっち?, Furaingu Wicchi, lett. "La strega volante") è un manga scritto e disegnato da Chihiro Ishizuka, serializzato sul Bessatsu Shōnen Magazine di Kōdansha dal numero di settembre 2012 uscito il 9 agosto precedente. Un adattamento anime, prodotto dalla J.C.Staff, è stato trasmesso in Giappone tra il 10 aprile e il 26 giugno 2016.

## Trama
La storia segue le vicende di Makoto Kowata, una giovane strega di Yokohama che durante il suo addestramento si trasferisce da alcuni parenti nella prefettura di Aomori. Mentre cerca di ambientarsi e fa nuove conoscenze, Makoto si adatta presto alla sua nuova vita quotidiana, contornata dei costumi e gli usi tipici della stregoneria.

## Personaggi

Makoto Kowata in compagnia del suo famiglio Chito nell'anime

Makoto Kowata (木幡 真琴?, Kowata Makoto)
Doppiata da: Minami Shinoda
Chinatsu Kuramoto (倉本 千夏?, Kuramoto Chinatsu)
Doppiata da: Eri Suzuki
La sorella minore di Kei e la cugina di Makoto.
Kei Kuramoto (倉本 圭?, Kuramoto Kei)
Doppiato da: Shinsuke Sugawara
Il fratello maggiore di Chinatsu e il cugino di Makoto.
Nana Kuramoto (倉本 奈々?, Kuramoto Nana)
Doppiata da: Kikuko Inoue
La madre di Kei e Chinatsu.
Akane Kowata (木幡 茜?, Kowata Akane)
Doppiata da: Kana Aoi
La sorella maggiore di Makoto.
Nao Ishiwatari (石渡 なお?, Ishiwatari Nao)
Doppiata da: Shiori Mikami
Inukai (犬養?)
Doppiata da: Mari Hino
Anzu Shīna (椎名 あんず?, Shīna Anzu)
Doppiata da: Yuka Iguchi

### Famigli
Chito (チト?)
Doppiato da: Ai Kayano
Il famiglio di Makoto. È un gatto nero di diciassette anni.
Kenny (ケニー?, Kenī)
Doppiato da: Ayane Sakura
Il famiglio di Akane. È un gatto bianco che dorme spesso insieme alla sua padrona.
Al (アル?, Aru)
Doppiato da: Ari Ozawa
Il famiglio di Inukai. È un criceto bianco che indossa un piccolo papillon.

## Media

### Manga
Il manga, scritto e disegnato da Chihiro Ishizuka, viene serializzato sulla rivista Bessatsu Shōnen Magazine di Kōdansha dal numero di settembre 2012 uscito il 9 agosto precedente. Il primo volume tankōbon è stato pubblicato il 9 dicembre 2013 e al 9 giugno 2025 ne sono stati messi in vendita in tutto quattordici. In America del Nord i diritti sono stati acquistati dalla Vertical.

#### Volumi
| Nº | Data di prima pubblicazione | Data di prima pubblicazione                                                 | Data di prima pubblicazione |
| Nº | Giapponese                  | Giapponese                                                                  |                             |
| -- | --------------------------- | --------------------------------------------------------------------------- | --------------------------- |
| 1  | 9 dicembre 2013             | ISBN 978-4-06-394992-6                                                      |                             |
| 2  | 9 giugno 2014               | ISBN 978-4-06-395095-3                                                      |                             |
| 3  | 9 aprile 2015               | ISBN 978-4-06-395363-3                                                      |                             |
| 4  | 9 marzo 2016                | ISBN 978-4-06-395635-1                                                      |                             |
| 5  | 9 novembre 2016             | ISBN 978-4-06-395790-7                                                      |                             |
| 6  | 8 settembre 2017            | ISBN 978-4-06-510183-4                                                      |                             |
| 7  | 7 settembre 2018            | ISBN 978-4-06-512323-2                                                      |                             |
| 8  | 9 agosto 2019               | ISBN 978-4-06-516285-9 (ed. regolare) ISBN 978-4-06-517032-8 (ed. limitata) |                             |
| 9  | 9 giugno 2020               | ISBN 978-4-06-519382-2                                                      |                             |
| 10 | 9 giugno 2021               | ISBN 978-4-06-523415-0                                                      |                             |
| 11 | 9 giugno 2022               | ISBN 978-4-06-528167-3                                                      |                             |
| 12 | 8 giugno 2023               | ISBN 978-4-06-531871-3                                                      |                             |
| 13 | 7 giugno 2024               | ISBN 978-4-06-535786-6                                                      |                             |
| 14 | 9 giugno 2025               | ISBN 978-4-06-539743-5                                                      |                             |

### Anime
La serie televisiva anime, prodotta dalla J.C.Staff e diretta da Katsushi Sakurabi, è andata in onda dal 10 aprile al 26 giugno 2016. Le sigle di apertura e chiusura sono rispettivamente Shanranran feat.96 neko (シャンランラン feat.96猫?) di Miwa e Nichijō no mahō (日常の魔法?) di Minami Shinoda ed Eri Suzuki. In Italia e in altre parti del mondo gli episodi sono stati trasmessi in streaming, in contemporanea col Giappone, da Crunchyroll; in particolare, in America del Nord e nel Regno Unito i diritti sono stati acquistati rispettivamente da Sentai Filmworks e Animatsu.

#### Episodi
| Nº | Titolo italiano Giapponese 「Kanji」 - Rōmaji                                                                                      | In onda        | In onda |
| Nº | Titolo italiano Giapponese 「Kanji」 - Rōmaji                                                                                      | Giapponese     |         |
| 1  | Dopo 6 anni, bentornata magia 「6年振りの不思議」 - 6-nen-buri no fushigi                                                          | 10 aprile 2016 |         |
| 2  | Una visita per la strega 「魔女への訪問者」 - Majo e no hōmon-sha                                                                  | 17 aprile 2016 |         |
| 3  | Lezioni di agricoltura e di magia 「畑講座と魔術講座」 - Hata kōza to majutsu kōza                                                 | 24 aprile 2016 |         |
| 4  | Una veggente tra i fiori di ciliegio 「桜の中の占い師」 - Sakura no naka no uranaishi                                              | 1º maggio 2016 |         |
| 5  | Come usare il tuo famiglio 「使い魔の活用法」 - Tsukaima no katsuyōhō                                                              | 8 maggio 2016  |         |
| 6  | Dolcetto e scherzetto 「おかしなおかし」 - Okashi na okashi                                                                        | 15 maggio 2016 |         |
| 7  | Il caffè Concrucio 「喫茶コンクルシオ」 - Kissa Konkurushio                                                                        | 22 maggio 2016 |         |
| 8  | I clienti abituali 「常連の鳴き声」 - Jōren no nakigoe                                                                             | 29 maggio 2016 |         |
| 9  | Il futuro è già qui 「明日の明日は今にある」 - Ashita no ashita wa ima ni aru                                                      | 5 giugno 2016  |         |
| 10 | La negata in cucina e la negata con le api 「料理合わずと蜂合わず」 - Ryōri awazu to hachi awazu                                   | 12 giugno 2016 |         |
| 11 | Una balena in cielo 「くじら、空をとぶ」 - Kujira, sora o tobu                                                                     | 26 giugno 2016 |         |
| 12 | La veste di una strega e modi diversi di passare la giornata 「魔女のローブと日々は十人十色」 - Majo no rōbu to hibi wa jūnintoiro | 26 giugno 2016 |         |